# Hirris
Els hirris o aris (en llatí Hirri o Harii) foren un poble esmentat per Plini el Vell entre els vends o wends (venedae) que estaven emparentats amb els hèruls. Plini diu que havien vingut d'Escandinàvia i ocuparen la costa d'Estònia que a l'edat mitjana fou anomenada Hàrria com a derivació d'Hirri.